# 虞郷県
虞郷県（ぐきょう-けん）は中華人民共和国山西省にかつて存在した県。
618年（武徳元年）、唐朝により現在の運城市塩湖区と永済市境界一帯に設置された。
1954年に廃止となり、解県と統合され解虞県に改編された。